# Pertti Ukkola
Pertti Olavi Ukkola (* 10. August 1950 in Sodankylä) ist ein ehemaliger finnischer Ringer. Er war 1976 Olympiasieger im griechisch-römischen Stil (Bantamgewicht).

## Werdegang
Pertti Ukkola begann als Jugendlicher 1960 mit dem Ringen. Er gehörte dem Sportverein Koo-VeeTampere an und wurde dort von Toivo Sillapää trainiert. Er konzentrierte sich voll auf den griechisch-römischen Stil. Seit 1968 gehört er zur Elite der finnischen Ringer in den leichtesten Gewichtsklassen (Fliegen- und Bantamgewicht). Seine größten Erfolge hatte er im Bantamgewicht zu verzeichnen. Er war in der Lage ohne großen Substanzverlust vor wichtigen Meisterschaften ca. 6 bis 7 kg abzutrainieren, um das Gewichtslimit für diese Gewichtsklasse von 57 kg zu erreichen.
1968 wurde Pertti Ukkola im Fliegengewicht erstmals finnischer Meister bei den Senioren. Bis 1980 gewann er diesen Titel dann noch siebenmal. Sein Debüt auf einer internationalen Meisterschaft gab er 1970 bei der Europameisterschaft in Berlin (Ost). Im Fliegengewicht kam er dabei mit einem Sieg auf den 8. Platz. In jenen Jahren kämpfte er mit Risto Björlin um die Vorherrschaft in der finnischen Nationalmannschaft in seiner Gewichtsklasse. Es dauerte deshalb bis 1972, bis er zu seinem nächsten Einsatz kam. Dieser war bei den Olympischen Spielen in München. Er hatte in München aber ausgesprochenes Pech, denn nach einer knappen Punktniederlage in seinem ersten Kampf gegen Jan Michalik aus Polen konnte er wegen einer Verletzung nicht weiterringen und schied unplatziert aus.
1973 startete er bei der Europameisterschaft im heimischen Helsinki. Im Bantamgewicht gelangen ihm dabei zwei Siege gegen so starke Ringer wie Ivan Frgić aus Jugoslawien und Jan Neckar aus der Tschechoslowakei. Niederlagen gegen Janos Szönyi aus Ungarn und Józef Lipień aus Polen verwiesen ihn aber auf den 6. Platz. Bei der Weltmeisterschaft 1974 in Kattowitz gelangen ihm im Bantamgewicht wieder zwei Siege. Er unterlag aber dieses Mal gegen Ivan Frgić und den sowjetischen Weltmeister Farchat Mustafin und erreichte damit den 8. Platz.
Seine erste Medaille bei einer internationalen Meisterschaft gewann Pertti Ukkola, der nun langsam sein volles ringerisches Können erreichte, im Jahre 1975 mit dem 3. Platz bei der Weltmeisterschaft in Minsk. Er benötigte dazu fünf Siege. Nur Józef Lipień und Farchat Mustafin platzierten sich noch vor ihm. 
1976 pausierte Pertti Ukkola bei der Europameisterschaft, dort wurde Risto Björlin eingesetzt, aber bei den Olympischen Spielen in Montreal war er Finnlands Starter im Bantamgewicht. In Montreal siegte er dann über Mihai Boțilă aus Rumänien, Hans-Jürgen Veil aus der BRD, József Doncsecz aus Ungarn und Farhat Mustafin, aber gegen Józef Lipień verlor er wieder nach Punkten. Da Józef Lipień aber gegen Mustafin verlor und vor dem Erreichen des Finales ausschied, wurde er Olympiasieger vor Ivan Frgić und Farchat Mustafin.
Das folgende Jahr 1977 wurde dann zum erfolgreichsten Jahr von Pertti Ukkolas Laufbahn, denn er wurde in diesem Jahr in Bursa Europameister und in Göteborg Weltmeister im Bantamgewicht. Er blieb bei beiden Meisterschaften in 13 Kämpfen ungeschlagen und besiegte die gesamte damalige Weltelite der griechisch-römisch ringenden Bantamgewichtler. Es war kein Wunder, dass Pertti Ukkola nach diesen Erfolgen am Ende des Jahres 1977 zum finnischen Sportler des Jahres gewählt wurde.
Umso größer war der Rückschlag im Jahre 1978. Er rang nur bei der Weltmeisterschaft dieses Jahres in Mexiko-Stadt und schied nach Niederlagen gegen zwei Ringer, die nicht zur Weltelite zählten, Herbert Nigsch aus Österreich und Danilo Perez aus Guatemala, aus und belegte nur den 16. Platz. Danach pausierte er bis zu den Olympischen Spielen 1980 in Moskau. Dort erzielte er nur einen Sieg und schied mit Niederlagen gegen Georgi Donew aus Bulgarien und Mihai Boțilă aus Rumänien nach der 3. Runde aus. Er landete mit diesen Resultaten auf dem 8. Platz.
Im Jahre 1981 startete er bei der Weltmeisterschaft in Oslo zum letzten Mal bei einer internationalen Meisterschaft. Er war dort wieder in besserer Form und unterlag erst im sogenannten Poolfinale gegen Ryszard Swierad aus Polen. Als Poolzweiter kämpfte er dann gegen den Zweiten des anderen Pools Juri Kotschergin aus der UdSSR um die Bronzemedaille und gewann diesen Kampf nach Punkten.
Nach dieser Meisterschaft beendete er seine internationale Ringerlaufbahn.

## Internationale Erfolge
(OS = Olympische Spiele, WM = Weltmeisterschaft, EM = Europameisterschaft, GR = griechisch-römischer Stil, Fl = Fliegengewicht, Ba = Bantamgewicht, Fe = Federgewicht, damals bis 52 kg, 57 kg u. 62 kg Körpergewicht)
- 1969, 1. Platz, Nordische Junioren-Meisterschaft, GR, Fl, vor S. Andersson, Schweden u. Kristiansen, Norwegen;
- 1970, 8. Platz, EM in Berlin (Ost), GR, Fl, mit einem Sieg über Jean-Claude Moreau, Frankreich, einem Unentschieden gegen Klim Olsojew, UdSSR u. einer Niederlage gegen Metin Cikmaz, Türkei;
- 1972, unpl., OS in München, GR, Fl, Aufgabe wegen Verletzung nach einer Niederlage gegen Jan Michalik, Polen;
- 1973, 1. Platz, Nordische Meisterschaft, GR, Ba, vor Per Lindholm, Schweden u. Bjerke, Norwegen
- 1973, 6. Platz, EM in Helsinki, GR, Ba, mit Siegen über Ivan Frgić, Jugoslawien u. Jan Neckar, Tschechoslowakei u. Niederlagen gegen Janos Szönyi, Ungarn und Józef Lipień, Polen;
- 1974, 8. Platz, WM in Kattowitz, GR, Ba, mit Siegen über Hosain Toranian, Iran u. Mehmet Uysal, Türkei u. Niederlagen gegen Farchat Mustafin, UdSSR u. Ivan Frgić;
- 1975, 1. Platz, Turnier in Helsinki, GR Ba, vor Risto Björlin, Finnland u. Janos Wojciechowski, Polen;
- 1975, 3. Platz, WM in Minsk, GR, Ba, mit Siegen über Gyula Molnar, Ungarn, Dan Mallow, USA, Ion Dulica, Rumänien, Krasimir Stefanow, Bulgarien u. Per Lindholm und Niederlagen gegen Farchat Mustafin und Józef Lipień;
- 1976, Goldmedaille, OS in Montreal, GR, Ba, mit Siegen üb er Mihai Boțilă Rumänien, Hans-Jürgen Veil, BRD, Farchat Mustafin u. József Doncsecz, Ungarn u. trotz einer Niederlage gegen Józef Lipień;
- 1977, 2. Platz, Klippan-Turnier, GR, Fe, hinter Wladimir Podgudin, UdSSR u. vor Lars Malmkvist, Schweden;
- 1977, 1. Platz, EM in Bursa, GR, Ba, mit Siegen über Predrag Jurdevic, Jugoslawien, Assen Milew, Bulgarien, Antonio Caltabiano, Italien, József Doncsecz, Mihai Boțilă u. Farchat Mustafin;
- 1977, 1. Platz, WM in Göteborg, GR, Ba, mit Siegen über József Doncsecz, Ali Lachkar, Marokko, Farchat Mustafin, Ryszard Swierad, Polen, Ion Dulica u. Assen Milew;
- 1978, 16. Platz, WM in Mexiko-Stadt, GR, Ba, nach Niederlagen gegen Herbert Nigsch, Österreich u. Danilo Perez, Guatemala;
- 1979, 2. Platz, 2. Platz, Spartakiade der UdSSR, GR, Ba, hinter Witali Konstantinow, UdSSR u. vor Piwowarow, udSSR;
- 1980, 8. Platz, OS in Moskau, GR, Ba, mit einem Sieg über Leonel Perez, Kuba u. Niederlagen gegen Georgi Donew, Bulgarien u. Mihai Boțilă;
- 1981, 3. Platz, WM in Oslo, GR, Fe, mit Siegen über Keynan Manesh, Iran, Herbert Nigsch, Panajot Kirow, Bulgarien, Abdurrahim Kuzu, USA, einer Niederlage gegen Ryszard Swierad u. einem Sieg über Juri Kotschergin, UdSSR;

## Finnische Meisterschaften
- 1969, 1. Platz, GR, Fl, vor Ilmari Huhtala u. Pauli Salimäki
- 1969, 1. Platz, GR, Fl, vor Erkki Ylioska u. Tuomo Kallijärvi
- 1970, 3. Platz, GR, Ba, hinter Risto Björlin u. vor Raimo Taskinen
- 1971, 1. Platz, GR, Bg, vor Risto Björlin und Jorma Kujanne
- 1972, 1. Platz, GR, Bg, vor Risto Björlin und Jussi Vesterinen
- 1973, 1. Platz, GR, Bg, vor Jussi Vesterinen und Juhani Tallberg
- 1974, 1. Platz, GR, Bg, vor Pertti Savolainen und Risto Björlin
- 1977, 1. Platz, GR, Bg, vor Pertti Savolainen und Seppo Turpeenniemi
- 1980, 1. Platz, GR, Bg, vor Ossi Roth und Pertti Savolainen